# Якибчук, Татьяна Михайловна
Татьяна Михайловна Якибчук (укр. Тетяна Михайлівна Якибчук; род. 21 ноября 1968, Симферополь) — украинская и российская параолимпийская легкоатлетка. Мастер спорта Украины международного класса. Заслуженный работник физической культуры и спорта Республики Крым. Заслуженный работник физической культуры Российской Федерации (2025).
Являлась членом сборной Украины по лёгкой атлетике среди спортсменов с поражениями опорно-двигательного аппарата. 17-кратная чемпионка Украины. Победитель Паралимпийских игр 2008 и серебряный призёр Паралимпиады 2004. Автор трёх рекордов Украины среди спортсменов с поражениями опорно-двигательного аппарата.

## Спортивная карьера
Родилась 21 ноября 1968 года в Симферополе с диагнозом детский церебральный паралич. До семи лет жила в детском доме. В детстве её дважды удочеряли из-за финансовых соображений, однако потом возвращали в детдом. После детского дома училась в интернате и швейном училище. Работала на швейной фабрике. Окончила Харьковский институт социального прогресса.
В 1996 году из-за воспаления спинного мозга её тело полностью парализовало. В качестве реабилитации занималась плаванием, однако в 1997 году ей предложили заняться метанием дисков. С 1997 года её тренером по лёгкой атлетике являются Марина Владимировна Воеводская и Виктор Милентьевич Лис.
В 2003 году начала выступать на международных соревнованиях. Первым её зарубежным турниром стал чемпионат Европы по лёгкой атлетике для людей с поражением опорно-двигательного аппарата в Нидерландах, где она завоевала три серебряные награды.
На Паралимпийских играх 2004 года в Афинах завоевала серебро. За эту медаль власти Крыма подарили ей телевизор, мобильный телефон и машину марки «Таврия». После этого участвовала во Всемирных играх 2005 года поражённых ДЦП по лёгкой атлетике, прошедших в США. На турнире завоевала две золотые медали и установила мировой рекорд в толкании ядра. На чемпионате Европы 2006 по лёгкой атлетике в Нидерландах стала трижды золотой медалисткой. Находясь в Нидерландах, Якибчук упала с коляски, а проведённая томография показала опухоль головного мозга. В Крыму ей была сделана операция, после которой она спустя три месяца начала готовиться к Параолимпиаде 2008 года.
В 2007 году участвовала в чемпионате мира по лёгкой атлетике в Финляндии, где заняла второе место. В марте 2008 года на чемпионате Украины по лёгкой атлетике среди инвалидов Якибчук заняла второе место. На Параолимпиаде 2008 года в Пекине завоевала золото в метании диска (класс F32-34/51-53). После победы в Китае власти Крыма и Симферополя пообещали вручить спортсменке новую квартиру. Якибчук получила украинскую награду «Герои спортивного года-2008» в номинации «сильные духом».
В 2012 году участвовала в чемпионате Европы по лёгкой атлетике в Словакии и завоевала золотую медаль. Также Якибчук стала победителем чемпионата Европы в толкании ядра, прошедшем в Стадсканале. Победный результат в толкании ядра — 5,63 метров. Также, Якибчук заняла шестое место в метании копья (10,93 метра). Накануне международного женского дня в 2012 году председатель Совета министров Крыма Анатолий Могилёв вручил Якибчук именные наручные часы и пообещал помочь в решении квартирного вопроса. Перед стартом Параолимпиады 2012 года в Лондоне находилась на 8 месте в рейтинге, однако для поездки ей было необходимо иметь 5 место, поэтому тренеры сборной Украины не включили ей в состав украинской команды на поездку в Великобританию.
После аннексии Крыма Россией приняла российское гражданство и согласилась выступать под российским флагом. Национальный комитет спорта инвалидов Украины из-за этого потребовал от Якибчук вернуть две инвалидные коляски. В 2014 году стала серебряным призёром чемпионата России по адаптивному спорту. По итогам 2014 года была включена в список лучших спортсменов Крыма.
В марте 2015 года на Всероссийских соревнованиях по лёгкой атлетике среди лиц с ограниченными возможностями (женщины, класс F 33), прошедших в Саранске, завоевала золотую медаль с результатом 5,20 метров. В составе сборной Крыма участвовала во Всемирных играх спортивной федерации колясочников и ампутантов 2015 года в Сочи. Якибчук заняла второе место в метании ядра (класс F-33). В 2017 году вошла в список лучших спортсменов и тренеров по адаптивному спорту в Крыму.
Бронзовый призёр зимнего чемпионата России по толканию ядра 2018 года, прошедшем в Новочебоксарске. По итогам 2018 года была включена в список лучших спортсменов и тренеров адаптивного спорта Крыма. В конце 2018 года власти Крыма вручили Якибчук двухкомнатную квартиру в Симферополе.

## Общественная деятельность
Создала и возглавила Федерацию инвалидного спорта Симферополя.
Эксперт Общероссийского народного фронта в Крыму. Осудила решение Международного паралимпийского комитета отстранить российских спортсменов от Паралимпиады 2016 года в Рио-де-Жанейро.

## Награды и звания
- Почётная грамота Совета министров Автономной Республики Крым (9 сентября 2003) — за значительный личный вклад в развитие физической культуры и спорта, пропаганду здорового образа жизни среди населения, многолетний добросовестный труд, высокий профессионализм[27]
- Знак отличия Автономной Республики Крым «За верность долгу» (18 октября 2004) — за мужество и упорство, проявленные при достижении спортивных результатов на XII Параолимпийских играх (г. Афины), вклад в развитие физической культуры и спорта[28]
- Орден княгини Ольги III степени (19 октября 2004) — за достижение значительных спортивных результатов, подготовку чемпионов и призёров ХII летних Паралимпийских игр в Афинах, повышение международного престижа Украины[29]
- Орден «За заслуги» III степени (7 октября 2008) — за достижение высоких спортивных результатов на XIII летних Паралимпийских играх в Пекине (Китайская Народная Республика), проявленное мужество, самоотверженность и волю к победе, подъём международного авторитета Украины[30]
- Почётная Грамота Кабинета министров Украины (2008)[31]
- Почётный гражданин Симферополя (2008)[32]
- Заслуженный работник физической культуры Российской Федерации (24 июня 2025) — за большой вклад в развитие физической культуры и спорта, многолетнюю добросовестную работу[33]

## Личная жизнь
Якибчук воспитывает троих детей.